# همی‌آمینال

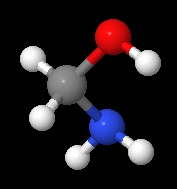
متانول‌آمین یک همی‌آمینال ساده

همی‌آمینال یا کربینول‌آمین یک گروه عاملی یا نوعی ترکیب شیمیایی است که در آن گروه هیدروکسیل و آمین هر دو به یک کربن متصلند: -C(OH)(NR2)- که در آن R می‌تواند اتم هیدروژن یا یک گروه آلکیل باشد. همی‌آمینال‌ها در تولید ایمین از آمین و یک کربونیل نقش واسطه را دارند.
در واکنش یک آلدهید یا کتون با یک آمین، همی‌آمینال گام نخست واکنش است.